# 40 Pułk Fizylierów (Cesarstwo Niemieckie)
40 Pułk Fizylierów im. Ks. Karola Antona von Hohenzollerna (1 Hohenzollernów) (niem. Füsilier-Regiment „Fürst Karl-Anton von Hohenzollern“ (Hohenzollernsches) Nr. 40)  – pułk piechoty niemieckiej okresu Cesarstwa Niemieckiego.

## Charakterystyka
Pułk został sformowany 26 stycznia 1818. Stacjonował w Rastatt . Wchodził w skład XIV Korpusu Armijnego . Wiosną 1914 był w strukturze 28 Dywizji Piechoty. Barwą pułku był błękitny.
W wyniku mobilizacji, w sierpniu 1914 pułk osiągnął gotowość bojową i w składzie 56 Brygady Piechoty 28 Dywizji został wysłany na front zachodni.

## Bibliografia

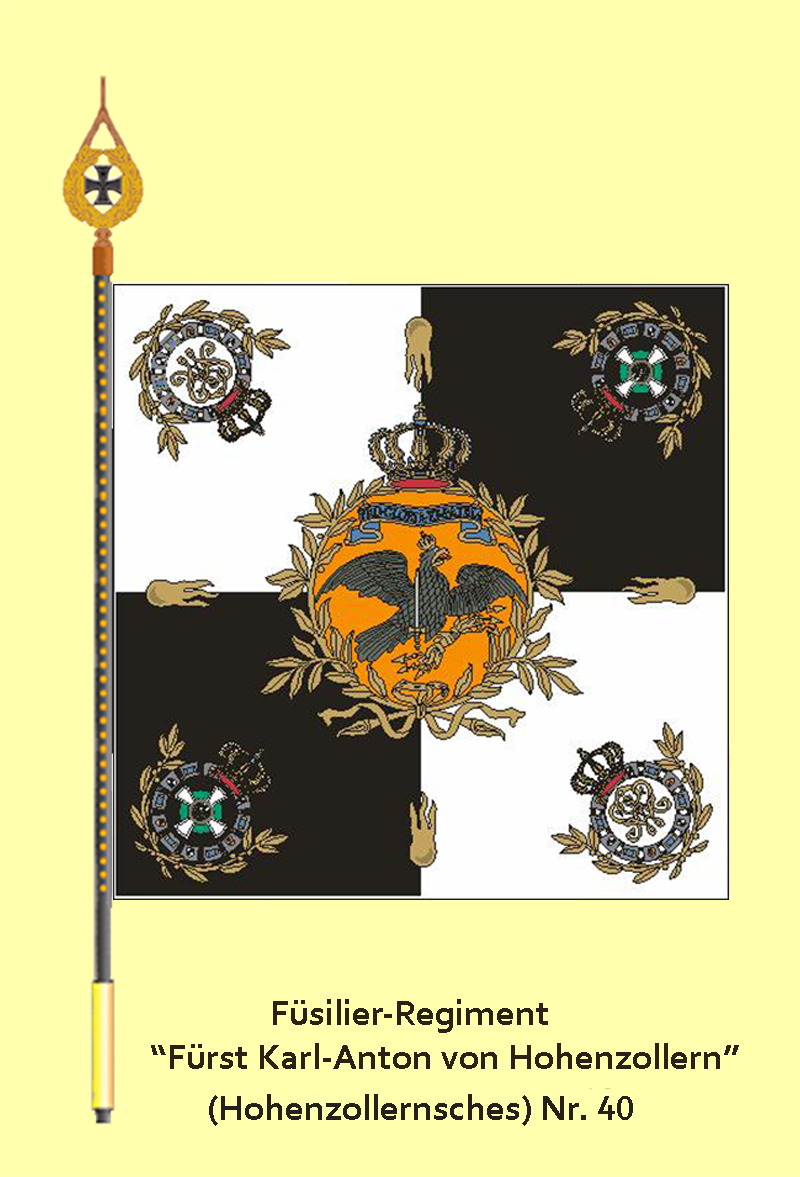
Sztandar regimentu